# Ballet
Pour les articles homonymes, voir Ballet (homonymie).

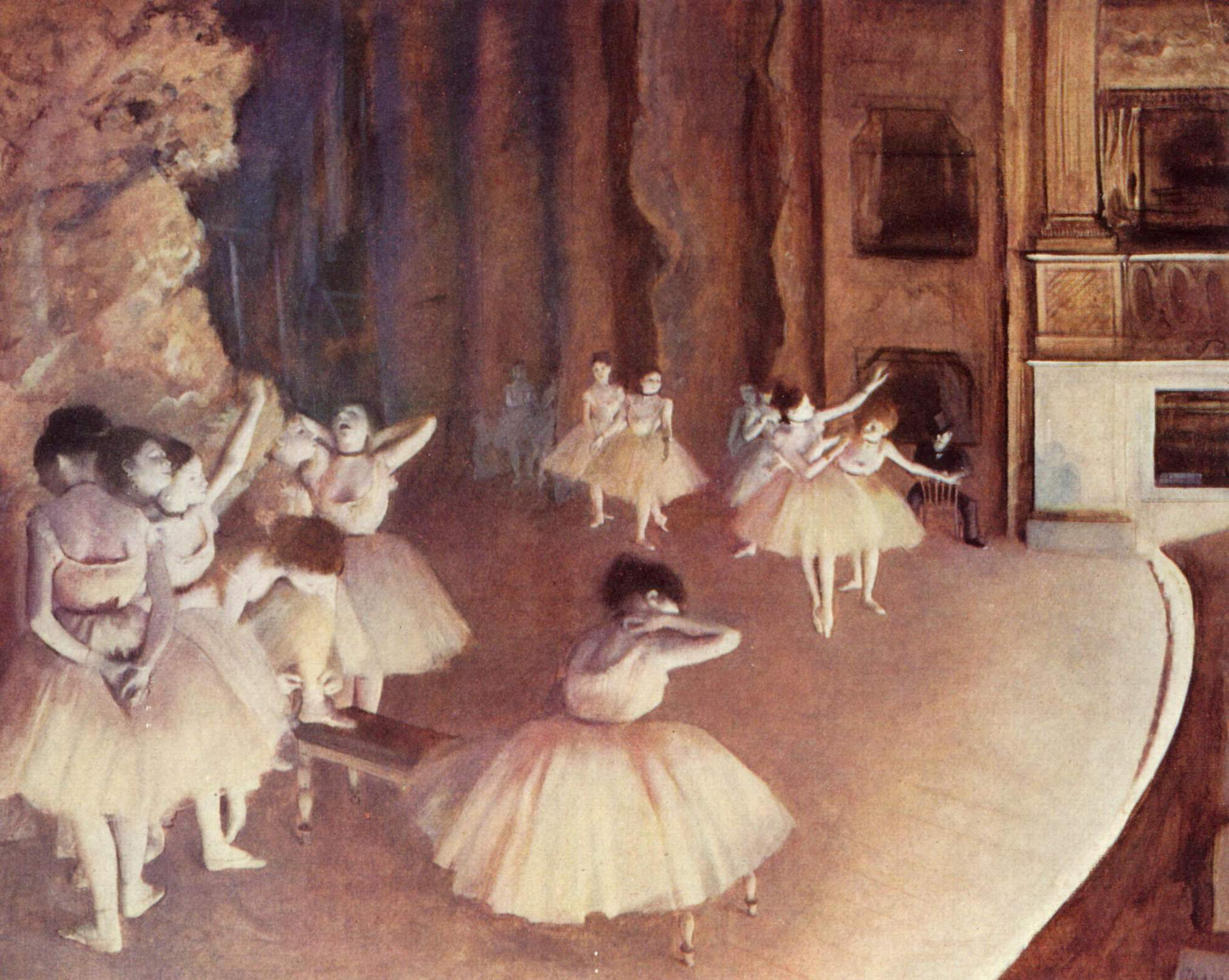
La répétition générale du ballet par Edgar Degas.

Le ballet est un genre dramatique dont l'action est figurée par des pantomimes et des danses. Ses origines remontent à la Renaissance italienne (XVe siècle). Primitivement développé dans les cours d'Italie, le ballet a reçu ses lettres de noblesse en France, puis en Russie, en tant que danse-spectacle.
Au XVIIe siècle, le développement important qu'a connu le ballet à la cour de Louis XIV explique l'origine française de la plupart des termes de vocabulaire de la danse.
Selon les époques, les pays et les courants, le spectacle chorégraphique peut intégrer de la musique, du chant, du texte, des décors, voire des machineries.
Comme l'opéra, le ballet peut être organisé de deux manières :
- soit en une succession de « numéros » ou « entrées » ;
- soit « en continu ».

La structure du ballet « à entrées » est la plus ancienne : des danses s'enchaînent les unes après les autres comme autant d'épisodes distincts.

## Étymologie
Le mot français « ballet » dérive de l'italien « balletto », un diminutif de « ballo » (« danse »), venant lui-même du latin ballo, « danser », dérivé du grec βαλλίζω / ballízô, « danser, sauter ». L'orthographe française « ballet » est également utilisée à l'identique en anglais, où le mot a été importé vers 1630.

## Histoire

### Le balletto italien
Le balletto a vu le jour à la cour italienne de la Renaissance où les mariages étaient somptueusement célébrés. Musiciens et danseurs faisaient de leur mieux pour distraire les invités. Lorsque Catherine de Médicis, intéressée par les arts, épouse Henri II (1533), héritier du trône de France, elle apporte son enthousiasme pour la danse et son soutien financier. Le balletto est présenté à la cour du Roi de France où on lui adjoint paroles, versets, chants, décors et costumes pour en faire un grand spectacle d'apparat, qui deviendra le ballet. Domenico da Piacenza était l'un des premiers maîtres à danser. Avec ses élèves Antonio Cornazzano et Guglielmo Ebreo, il était formé à l'art de la danse et chargé de son enseignement.

### Le ballet de cour français

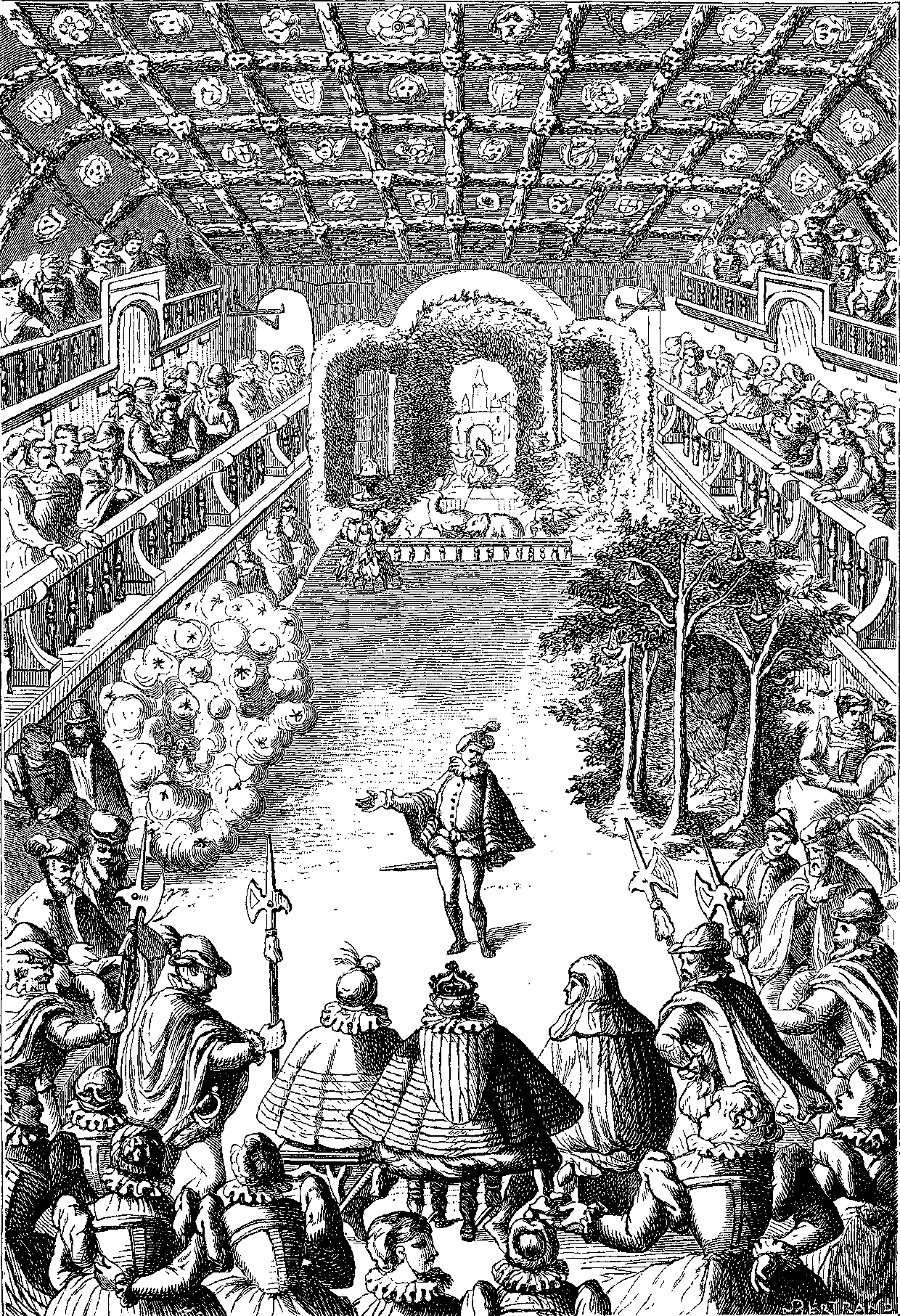
Gravure de la première scène du Ballet comique de la reine.

Le Ballet comique de la reine, chorégraphié par Balthazar de Beaujoyeulx, est monté et présenté à Paris en 1581 l'année même où paraissait en Italie Il Ballarino, un traité de technique sur la danse à la cour par Fabritio Caroso. Bien que le Ballet comique de la reine ne soit pas le premier ballet du genre, sa représentation coïncidait avec la parution du traité établi en Italie alors centre du développement technique du ballet.
Le ballet de cour français, à la fois instrumental et vocal, est contemporain des premiers essais de monodie dramatique à Florence (les « intermèdes », à la fin du XVIe siècle). C'est de la tradition du ballet de cour que sont issus les opéras-ballets et les comédies-ballets de Lully et Molière.

### LeXVIIesiècle
En France, le ballet a conquis ses lettres de noblesse en tant qu'art à part entière à la cour du roi Louis XIV qui était passionné par la danse et déterminé à inverser le déclin de cet art, commencé au cours du XVIIe siècle. Louis XIV crée l'Académie royale de danse en 1661, puis en 1669, l'Académie Royale de Musique. Ce sera la naissance de la prestigieuse compagnie aujourd'hui connue sous le nom de Ballet de l'Opéra national de Paris. En 1681, dans Le Triomphe de l'Amour de Jean-Baptiste Lully, Mademoiselle de La Fontaine y est la première danseuse professionnelle. Pierre Beauchamp, danseur et chorégraphe à la cour, codifie les cinq positions classiques et met au point un système de notation de la danse.

### LeXVIIIesiècle
Le XVIIIe siècle voit une profonde évolution dans les standards et technique du ballet et se positionne comme une forme de spectacle artistique aux côtés de l'opéra. Le travail de Jean-Georges Noverre et ses Lettres sur la danse (1760) ne sont pas étrangers à l'évolution vers le ballet d'action (ou ballet-pantomime), dans lequel les mouvements du danseur expriment les sentiments du personnage qu'il est censé représenter et aide à la compréhension du récit. Le tout premier ballet d'action du répertoire sera le Don Juan (1761) de Gluck, écrit selon les indications de Noverre. Cette œuvre majeure est l'ancêtre direct des grands ballets des XIXe et XXe siècles.
À cette époque, les femmes, encombrées qu'elles étaient par les paniers, corsets, perruques et autres talons hauts, ne jouaient qu'un rôle secondaire (alors qu'elles prédominent de nos jours).
Le ballet intercalaire, inséré dans un opéra, devient ensuite une spécificité de l'art lyrique français. On peut le voir en assistant à des représentations des tragédies lyriques de Lully et Rameau. La réforme de Noverre (ballet d'action) et celle de Gluck conservent également cette pratique.

### LeXIXesiècle

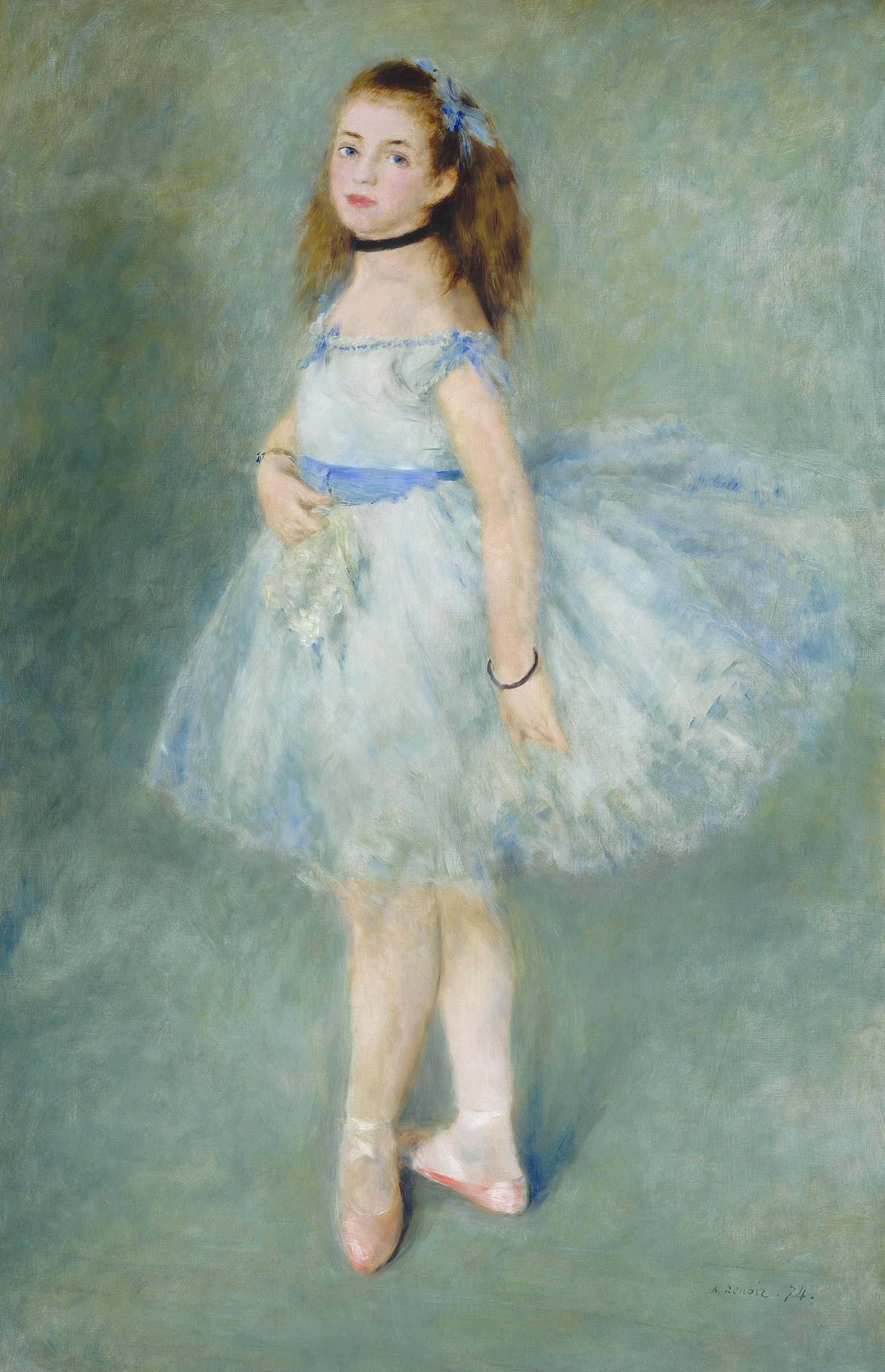
Ballerine en tutu (Renoir, 1874).

Le ballet moderne comprend une succession d'épisodes qui s'enchaînent de manière continue. Ce type de ballet se développe au début du XIXe siècle dans un cadre autonome. Et les conceptions wagnériennes, illustrées par sa représentation de Tannhäuser en 1861 à l'Opéra de Paris, rendront caduque la pratique du ballet intercalaire dans le Grand opéra.
Héritière de la « belle danse » pratiquée en Europe occidentale depuis le XVIIe siècle, la danse classique a pour principes fondateurs l'« en dehors », les cinq positions de références, l'aplomb, la rigueur et la netteté. Sa technicité n'a cessé de se développer depuis l'Académie royale de danse et son vocabulaire s'est enrichi sans cesse, toujours en français.
En 1832, Marie Taglioni danse à l'Opéra de Paris le ballet La Sylphide chorégraphié par son père Filippo Taglioni, où apparaissent à la fois le tutu romantique et la technique des pointes.
C'est à cette époque que le tutu fait son apparition et découvre entièrement la jambe de la ballerine.
Avec La Sylphide, un grand tournant s'opère : l'idéal romantique submerge la scène et la danse devient aérienne, précise, élaborée, et essentiellement féminine. Cette impression de légèreté vient de l'utilisation des chaussons de danse nommés « pointes » (utilisés pour la première fois en 1801) et dont le bout renforcé permet à la danseuse de se tenir sur ses pointes de pieds. Elle est alors au centre de tous les ballets romantiques, les partenaires masculins servant davantage de « faire-valoir » et de « porteurs » à la ballerine. L'aplomb, le pas de deux et l'élévation en symbolisent les nouvelles qualités techniques, ainsi que la qualité et la rigueur d'un corps de ballet qui supportent les solistes.
Après 1850, l'enthousiasme pour le ballet commence à faiblir à Paris mais trouve son épanouissement au Danemark et en Russie grâce à des maîtres de ballet et chorégraphes comme Auguste Bournonville, Jules Perrot, Arthur Saint-Léon, Enrico Cecchetti et Marius Petipa. L'orientalisme devient à la mode vers la fin du XIXe siècle.

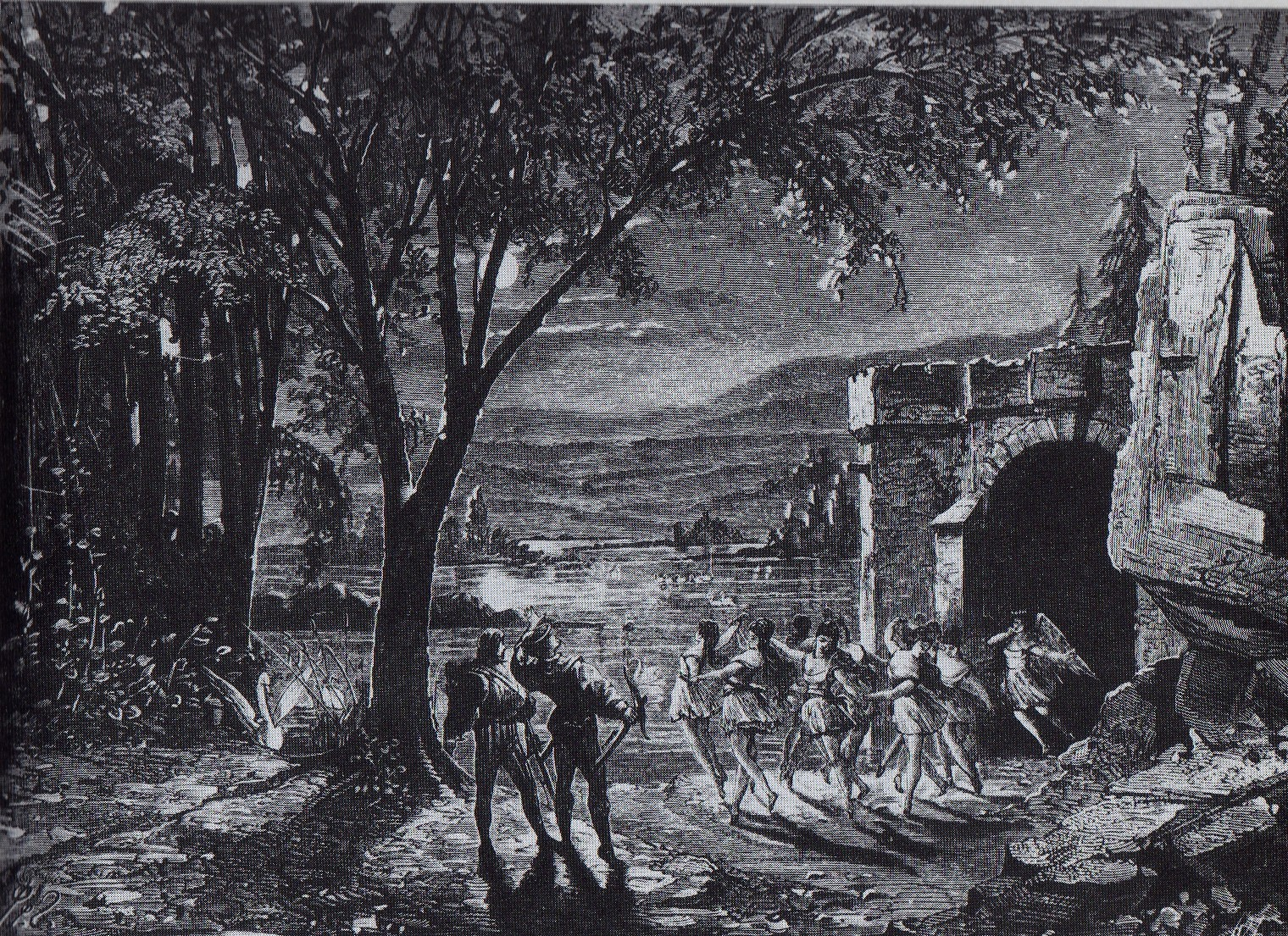
Le Lac des cygnes, décor de F. Gaanen, Moscou, 1877.

Alors que la France contribue à l'essor du ballet à ses débuts, d'autres pays, en particulier la Russie, adoptent cette nouvelle forme de l'art. C'est Marius Petipa, un Français qui passa l'essentiel de son existence en Russie, qui est l'un des grands explorateurs de la technique classique. Petipa est surtout célèbre par ses chorégraphies de ballets et nous a laissé de nombreux chefs-d'œuvre tels que Le Lac des cygnes, issus du folklore européen sur une musique de Piotr Ilitch Tchaïkovski, Don Quichotte, La Belle au bois dormant ou Casse-Noisette, qui sont le fondement et la base de la danse classique telle qu'on l'entend aujourd'hui. Le mot « classique » fait son apparition avec les Ballets russes (1910) et ne quittera plus la danse. Marius Petipa fait appel à l'engouement populaire en montant aussi La Fille du pharaon en 1862 puis La Bayadère (1877) et Le Talisman (1889). Le colonialisme apporte alors une connaissance des cultures asiatiques et africaines, et s'en inspire avec beaucoup de fantaisie. L'orient est alors perçu comme décadent. C'est néanmoins l'époque de la constitution de grandes collections privées occidentales concernant ces cultures.

### LeXXesiècle

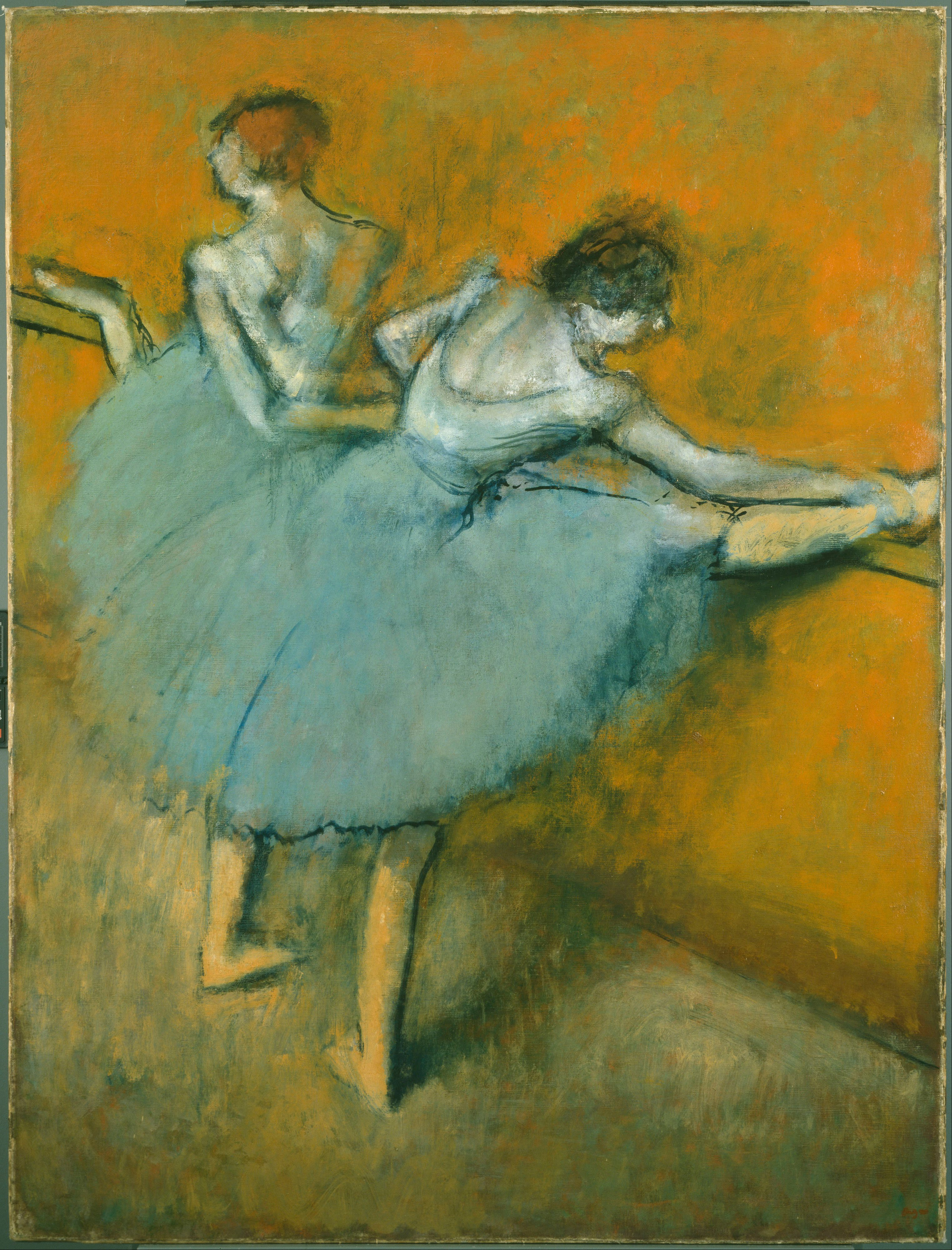
Danseuses à la barre - Edgar Degas (1899).

Serge de Diaghilev ravive l'intérêt du public pour le ballet lorsqu'il fonde sa compagnie des Ballets russes. Elle est constituée de danseurs issus de la communauté des Russes exilés à Paris après la Révolution de 1917. Diaghilev et Stravinsky ont uni leurs talents pour faire vivre le folklore russe à travers L'Oiseau de feu et Petrouchka. Une polémique est née pour Le Sacre du printemps, qui a heurté les Américains.[réf. nécessaire]
Michel Fokine commence sa carrière de danseur et chorégraphe à Saint-Pétersbourg alors que celle de Petipa décline. Fokine quitte la Russie pour Paris où il travaille avec Diaghilev et ses Ballets russes.
En France, avec Serge Lifar, et aux États-Unis, avec George Balanchine, créateur du New York City Ballet et fondateur de la Méthode Balanchine, le ballet se renouvelle en donnant lieu au style néo-classique.
Les Ballets russes poursuivent leur développement sous le régime soviétique. Il restait peu de talents après la Révolution mais suffisamment pour former une nouvelle génération de danseurs et de chorégraphes qui apparaîtront sur la scène vers le milieu des années 1930. Perfection technique et précision sont exigées par Agrippina Vaganova, directrice de l'école de danse du Théâtre Mariinsky.
Le ballet était et reste très populaire en Russie. Les compagnies du Kirov (actuellement Théâtre Mariinsky) et celle du Théâtre Bolchoï sont très appréciées. L'idéologie de l'époque a contraint les deux compagnies à programmer des pièces empreintes de réalisme socialiste soviétique dont la plupart ont été peu appréciées et retirées du répertoire ultérieurement. Néanmoins, certains ballets sont remarquables comme le Roméo et Juliette de Sergueï Prokofiev. Flammes de Paris (1932) utilise largement le corps de ballet et nécessite une virtuosité étonnante dans son exécution. La Fontaine de Bakhtchisaraï (1933), version dansée du poème d'Alexandre Pouchkine chorégraphiée par Rostislav Zakharov sur une musique de Boris Assafiev, est un succès indéniable et a été interprété pour la première fois aux États-Unis par le Kirov lors de sa tournée de 1999. Cendrillon est également une production des ballets soviétiques. Ces pièces ont été peu connues en Occident avant l'effondrement de l'URSS.

## Les emplois du danseur

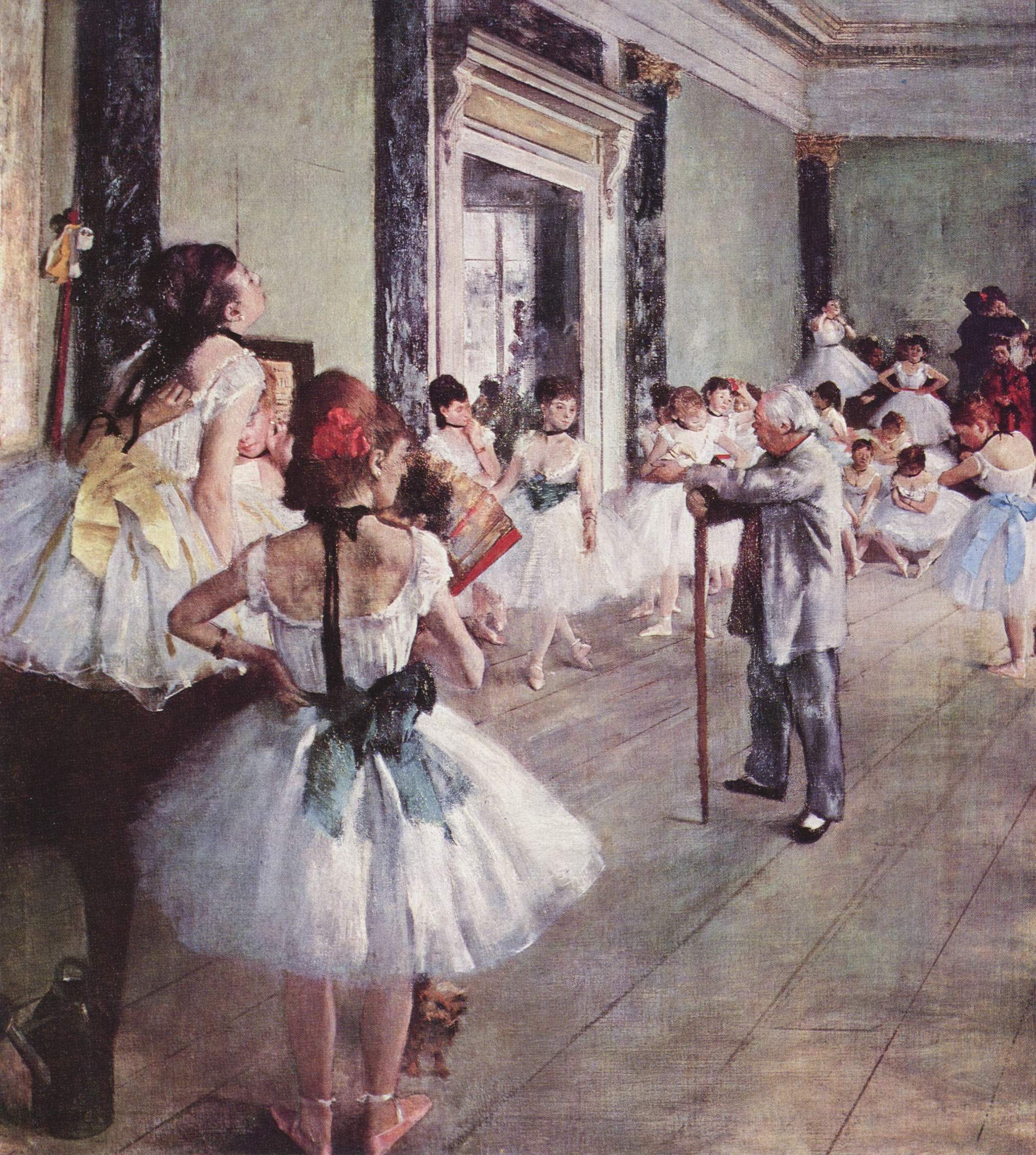
Edgar Degas, La classe de danse (1874) sous la direction du maître de ballet Jules Perrot.

Depuis la fin du XVIIe siècle, le ballet est organisé de façon hiérarchique, eu égard à la qualité technique et à l'ancienneté du danseur dans la troupe. Chacun y tient un rang déterminé, une fonction particulière. La hiérarchie qui suit est celle adoptée par le Ballet de l'Opéra de Paris ; elle n'est pas universelle, bien qu'appliquée dans d'autres compagnies de ballet.
- Maître de ballet : directeur de la troupe des danseurs, chargé de la chorégraphie, des répétitions, de l'organisation de la troupe, parfois même de la musique des ballets. Cette fonction a considérablement changé puisque, de nos jours, le terme ne désigne plus que le répétiteur quotidien, le reste du travail étant souvent confié à un « directeur artistique ».
- Danseuse (danseur) étoile : titre suprême accordé aux meilleurs premiers danseurs de l'Opéra de Paris depuis 1938 ; dans les grandes compagnies étrangères, on préfère le terme de soliste principal. Ce titre est souvent nommé par le directeur ou la directrice de l'Opéra à la suite d'une représentation de ballet sur scène. Par conséquent, ce danseur est souvent mieux reconnu par l'auditoire et joue une plus grande partie dans la représentation.
- Premier danseur, première danseuse : rôles de solistes (les premiers danseurs tiennent régulièrement les rôles principaux dans les ballets du répertoire). Au XVIIIe siècle, on distingue les premiers danseurs « nobles », « demi-caractère » et « comiques » (voir Ballet d'action).
- Sujet : danseur du corps de ballet, interprétant des rôles de solistes à l'importance grandissante.
- Coryphée : terme grec désignant le chef des chœurs. Danseur ou danseuse du corps de ballet, auquel on confie momentanément un rôle de soliste, puis qui rentre dans les rangs du chœur.
- Danseur figurant : membre du corps de ballet, n'ayant aucun rôle de soliste, mais qui met en valeur celui-ci.
- Danseur surnuméraire : danseur en surnombre, c'est-à-dire qui n'est pas encore figurant titularisé.
- Quadrille : Grade le moins élevé dans la hiérarchie de l'Opéra de Paris. Membre du corps de ballet

## Techniques du ballet
La technique du ballet vise à acquérir une souplesse anatomique des articulations qui permet d'exécuter les différents mouvements du vocabulaire de la danse. L'essentiel de la technique du ballet subit peu de différences en fonction des pays. Le ballet en général et plus particulièrement le ballet romantique met l'accent sur la méthode et l'accomplissement des mouvements qui diffère physiquement et esthétiquement en fonction de la méthode d'enseignement.
Les principes fondamentaux de la technique du ballet restent les mêmes : attitude générale du corps, position adéquate, alignement de la tête et des épaules dans une verticale, silhouette longiligne, quantité et qualité des rotations jambe dirigée vers l'extérieur du corps (en dehors), danse sur les pointes et souplesse. Le but à atteindre est le parfait travail du pied, le port gracieux des bras et de la tête et une position esthétiquement correcte des différents angles.

### Enseignement

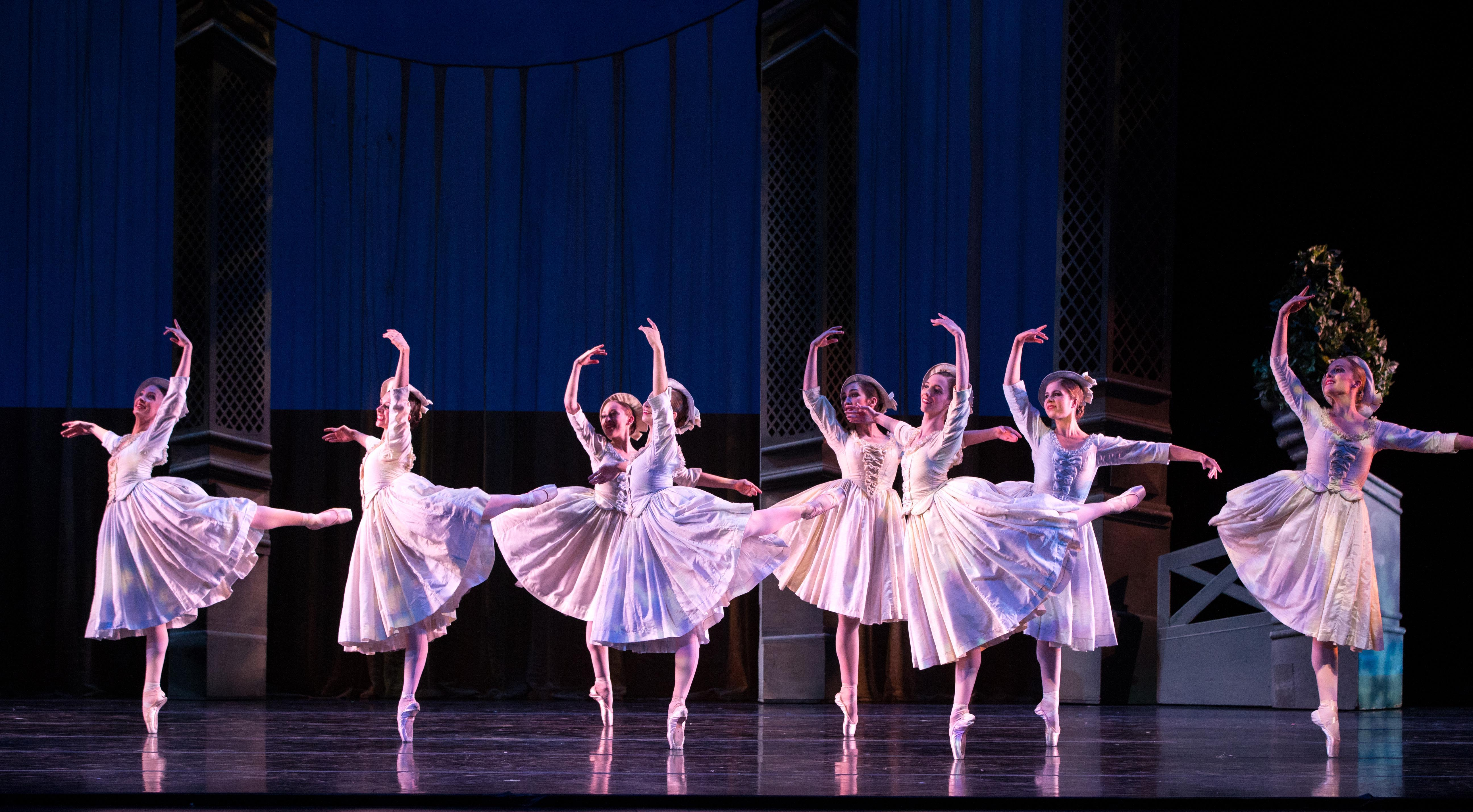
Le ballet sur les pointes.

L'école de danse est, avant tout, l'école de la rigueur et de la discipline. Les exercices développent force musculaire, équilibre, souplesse et grâce. Les futures ballerines acquièrent la force du pied et des chevilles nécessaire à la technique sur les pointes. Il est fermement conseillé aux jeunes danseurs d'acquérir de bonnes habitudes et de protéger la santé de leurs os, muscles et articulations.
Les méthodes d'enseignement de la danse du ballet sont appelées selon le nom de leur concepteur. Il existe sept méthodes d'enseignement de la danse de ballet. Par ordre de notoriété décroissante :
- méthode Vaganova (russe). Enseignée dans la mythique académie de danse Vaganova, à St.Petersbourg C'est la plus connue et la plus couramment enseignée ;
- méthode de la Royal Academy of Dance (en). Créée par un consortium de danseurs européens dont Phyllis Bedells (Angleterre), Lucia Cormani (Italie), Edouard Espinosa (France), Adeline Genée (Danemark) et Tamara Karsavina (Russie), cette technique d'enseignement combine les méthodes des principales écoles de danse classique européenne (française, russe, italienne, anglaise et danoise). La méthode RAD est utilisée par 12 000 membres dans 70 pays ;
- méthode Cecchetti (italienne). Lancée par l'Italien Enrico Cecchetti (1850-1928), elle est enseignée à travers le monde par des écoles agréées de Imperial Society of Teachers of Dancing ;
- méthode Balanchine (américaine) ; enseignée notamment à la School of American Ballet, à New-York et dans d'autres écoles aux Etats-Unis
- méthode Legat d'après Nikolaï Legat (russe) ;
- méthode Vestris du Français Auguste Vestris, enseignée à Copenhague par Auguste Bournonville (1805–1879). Cette méthode est principalement enseignée, par tradition, au Danemark, patrie de Bournonville.
- méthode ou technique dite "Française" ou "Opéra de paris", enseignée à l'Ecole de danse de l'Opéra de Paris et dans d'autres écoles, en France majoritairement

Ces techniques, fondées sur celles du ballet romantique, sont le support de bien d'autres styles de danse : hip-hop, danse moderne et contemporaine.
Bien que subissant de légères variations selon les pays, les règles et le vocabulaire de la danse classique sont les mêmes dans le monde entier. On enseigne donc majoritairement la danse classique en français. Les différentes méthodes d'enseignement de la danse de ballet visent toutes à l'esthétique du danseur. Ceci est particulièrement vrai pour les extensions et le dynamisme des rotations de l'école russe alors que l'école italienne privilégie le travail de fond et les mouvements rapides des pieds. On pense que la Tarentelle, danse traditionnelle italienne, n'est pas étrangère à l'orientation du ballet italien.

### Vêtements

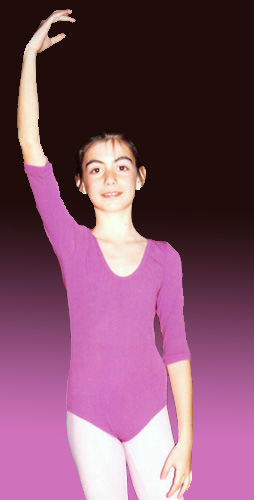
Jeune danseuse portant un justaucorps.

Les vêtements de danse sont parfaitement codifiés et très stricts; leur but est de permettre la liberté des mouvements, de ne pas entraver le danseur au cours des rotations et de permettre au maître de juger l'alignement et la technique de son élève.

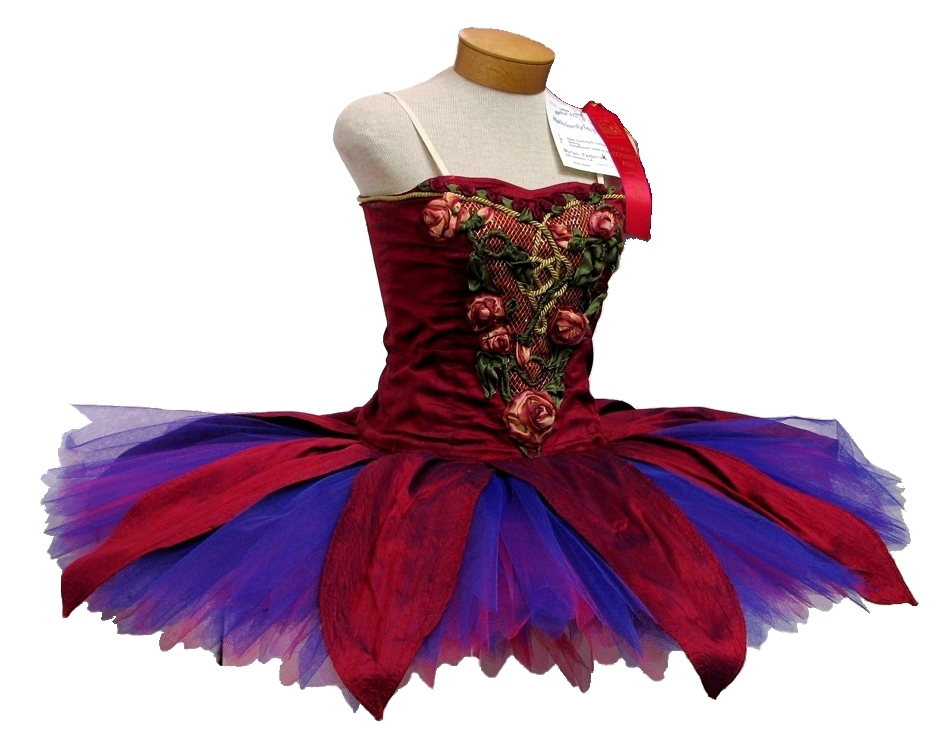
Un tutu plateaux.

Pour les femmes, le vêtement traditionnel est constitué d'un justaucorps ou un maillot de corps, d'un collant de danse et, éventuellement, d'une jupette. Le tutu est réservé aux représentations.
Pendant les cours et les périodes de pauses durant les spectacles, elles peuvent porter des guêtres, afin d'éviter le refroidissement des muscles. Les pieds de la danseuse sont chaussés de chaussons techniques habituellement roses ou beiges, et peuvent être en toile ou en cuir. Au cours des leçons et des exhibitions de ballets romantiques, la ballerine est tenue de coiffer ses cheveux en un chignon afin de dégager le cou, pour que le spectateur ou le maître à danser puissent juger du maintien de la danseuse.

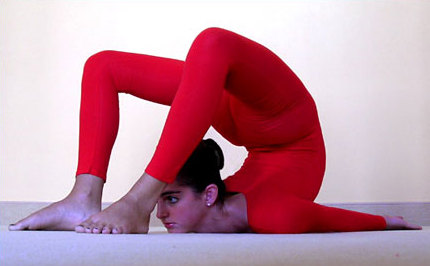
Contorsionniste vêtue d'un académique.

Leur enseignement vise à renforcer surtout la musculature de leurs pieds et de leurs chevilles afin de les préparer à la danse sur les pointes. Il ne faut pas perdre de vue qu'une danse sur les pointes commencée trop jeune ou avec un apprentissage insuffisant peut conduire à des accidents ou des blessures qui peuvent apparaître ultérieurement et handicaperont la ballerine définitivement.
Les hommes portent habituellement un collant gris et un tee-shirt blanc. Les jeunes danseurs portent volontiers un académique. Les danseurs maintiennent leurs organes génitaux dans une coquille portée sous leurs vêtements de danse. Leurs pieds sont chaussés de chaussons techniques souples noirs ou gris. Leur enseignement développe leur musculature dans sa totalité et leur apprend les portés, sauts et rotations.

### L'illusion de voler
Afin de réaliser les numéros de danse les plus exigeants, le danseur se doit de sembler défier les lois de la pesanteur. Un haut niveau de forme physique est exigé dans ce but. Par exemple, au cours du grand jeté, le danseur (ou la danseuse) peut paraître planer. Physiquement son centre de gravité décrit une parabole comme le ferait un projectile. La capacité d'un observateur à estimer le centre de gravité lorsqu'un projectile change de trajectoire est limité. Pour donner cette illusion de flotter, le danseur allonge bras et jambes au maximum ce qui masque sa chute et donne au spectateur l'illusion qu'il vole,,. Le saut de chat donne également l'impression que le danseur est suspendu dans les airs. Le contact avec le sol doit être parfaitement programmé. Le danseur plie les genoux et touche le sol sur la pointe des pieds. Il déroule alors son extrémité en direction du talon. Cette technique doit impérativement être enseignée par un maître expérimenté pour des raisons artistiques aussi bien que par mesure de sécurité,,.